# Драфт НБА 2010
Драфт НБА 2010 року відбувся 24 червня в Медісон-сквер-гарден у Нью-Йорку. Його транслювала телекомпанія ESPN. Команди Національної баскетбольної асоціації (NBA) по черзі вибирали найкращих випускників коледжів, а також інших кандидатів, офіційно зареєстрованих для участі в драфті, зокрема іноземців. Цей драфт встановив рекорд за кількістю гравців (п'ять) однієї школи, яких задрафтовано в першому раунді. Ними були: Джон Волл (перший), Демаркус Казінс (п'ятий), Патрік Паттерсон (чотирнадцятий), Ерік Бледсо (вісімнадцятий) і Деніел Ортон (29-й), всі з Університет Кентуккі. Також на ньому вдруге (після драфту 2008 обрано гравця D-Ліги.
Вашингтон Візардс, який 18 травня виграв драфтову лотерею, використав свій перший загальний драфт-пік, щоб задрафтувати Джона Волла з Університету Кентуккі. Філадельфія Севенті-Сіксерс, яка здобула другий вибір також усупереч теорії ймовірностей, вибрала Евана Тернера з Державного університету Огайо. Нью-Дже́рсі Нетс, який мав найгірше співвідношення перемог до поразок у попередньому сезоні, використав свій третій драфт-пік, щоб вибрати Дерріка Фейворса з Джорджия Тек.

## Драфт
| РЗ | Розігруючий захисник | АЗ | Атакувальний захисник | ЛФ | Легкий форвард | ВФ | Важкий форвард | Ц | Центровий |

| ^ | Позначає гравців, обраних у Баскетбольну залу слави Нейсміта                                                        |
| * | Позначає гравців, які взяли участь принаймні в одній грі матчу всіх зірок НБА і потрапили до Збірної всіх зірок НБА |
| + | Позначає гравців, які взяли участь принаймні в одній грі матчу всіх зірок НБА                                       |
| x | Позначає гравців, які принаймні один раз потрапили до Збірної всіх зірок НБА                                        |
| # | Позначає гравців, які жодного разу не грали в регулярному сезоні НБА або плей-оф                                    |

| Раунд | Вибір | Гравець           | Позиція | Громадянство      | Команда НБА                                                                            | Коледж/Клуб                                 |
| ----- | ----- | ----------------- | ------- | ----------------- | -------------------------------------------------------------------------------------- | ------------------------------------------- |
| 1     | 1     | Джон Волл*        | РЗ      | США               | Вашингтон Візардс                                                                      | Кентуккі (Фр.)                              |
| 1     | 2     | Еван Тернер       | АЗ      | США               | Філадельфія Севенті-Сіксерс                                                            | Огайо Стейт (Дж.)                           |
| 1     | 3     | Деррік Фейворс    | ВФ      | США               | Нью-Дже́рсі Нетс                                                                        | Джорджия Тек (Фр.)                          |
| 1     | 4     | Веслі Джонсон     | ЛФ      | США               | Міннесота Тімбервулвз                                                                  | Сірак'юс (Дж.)                              |
| 1     | 5     | Демаркус Казінс*  | Ц       | США               | Сакраменто Кінґс                                                                       | Кентуккі (Фр.)                              |
| 1     | 6     | Екпе Удо          | Ц       | США               | Голден-Стейт Ворріорс                                                                  | Бейлор (Дж.)                                |
| 1     | 7     | Грег Монро        | ВФ      | США               | Детройт Пістонс                                                                        | Джорджтаун (Соф.)                           |
| 1     | 8     | Аль-Фарук Аміну   | ЛФ      | США · Нігерія     | Лос-Анджелес Кліпперс                                                                  | Вейк Форест (Соф.)                          |
| 1     | 9     | Гордон Гейворд+   | ЛФ      | США               | Юта Джаз (від Нью-Йорк через Фінікс)[a]                                                | Батлер (Соф.)                               |
| 1     | 10    | Пол Джордж*       | ЛФ      | США               | Індіана Пейсерз                                                                        | Фресно Стейт (Соф.)                         |
| 1     | 11    | Коул Олдрич       | Ц       | США               | Нью-Орлінс Горнетс (проданий у Оклахома Сіті)[A]                                       | Канзас (Дж.)                                |
| 1     | 12    | Ксав'є Генрі      | АЗ      | США               | Мемфіс Ґріззліс                                                                        | Канзас (Фр.)                                |
| 1     | 13    | Ед Девіс          | ВФ      | США               | Торонто Репторз                                                                        | Північна Кароліна (Соф.)                    |
| 1     | 14    | Патрік Паттерсон  | ВФ      | США               | Х'юстон Рокетс                                                                         | Кентуккі (Дж.)                              |
| 1     | 15    | Леррі Сандерс     | Ц       | США               | Мілвокі Бакс (від Чикаго)[b]                                                           | УСВ (Дж.)                                   |
| 1     | 16    | Люк Беббітт       | ЛФ      | США               | Міннесота Тімбервулвз (від Шарлотт через Денвер,[c] проданий у Портленд)[B]            | Невада (Соф.)                               |
| 1     | 17    | Кевін Серафен     | ВФ      | Франція           | Чикаго Буллз (від Мілвокі,[b] проданий у Вашингтон)[C]                                 | Cholet Basket (Франція)                     |
| 1     | 18    | Ерік Бледсо       | РЗ      | США               | Оклахома-Сіті Тандер (від Маямі,[d] проданий у ЛА Клапперс)[D]                         | Кентуккі (Фр.)                              |
| 1     | 19    | Ейвері Бредлі     | АЗ      | США               | Бостон Селтікс                                                                         | Техас (Фр.)                                 |
| 1     | 20    | Джеймс Андерсон   | АЗ      | США               | Сан-Антоніо Сперс                                                                      | Оклахома Стейт (Дж.)                        |
| 1     | 21    | Крейг Брекінс     | ВФ      | США               | Оклахома-Сіті Тандер (проданий у Нью-Орлінс)[A]                                        | Айова Стейт (Дж.)                           |
| 1     | 22    | Елліот Вільямс    | АЗ      | США               | Портленд Трейл-Блейзерс                                                                | Мемфіс (Соф.)                               |
| 1     | 23    | Тревор Букер      | ВФ      | США               | Міннесота Тімбервулвз (від Юта через Філадельфія,[e] проданий у Вашингтон)[E]          | Клемсон (Ср.)                               |
| 1     | 24    | Деміон Джеймс     | ЛФ      | США               | Атланта Гокс (проданий у Нью-Джерсі)[F]                                                | Техас (Ср.)                                 |
| 1     | 25    | Домінік Джонс     | АЗ      | США               | Мемфіс Ґріззліс (від Денвер,[f] проданий у Даллас)[G]                                  | ПФУ (Дж.)                                   |
| 1     | 26    | Квінсі Пондекстер | ЛФ      | США               | Оклахома-Сіті Тандер (від Фінікс,[g] проданий у Нью-Орлінс)[A]                         | Вашингтон (Ср.)                             |
| 1     | 27    | Джордан Кроуфорд  | АЗ      | США               | Нью-Дже́рсі Нетс (від Даллас,[h] проданий у Атланта)[F]                                 | Зав'єр (Соф.)                               |
| 1     | 28    | Грейвіс Васкес    | РЗ      | Венесуела         | Мемфіс Ґріззліс (від ЛА Лейкерс)[i]                                                    | Меріленд (Ср.)                              |
| 1     | 29    | Деніел Ортон      | Ц       | США               | Орландо Меджик                                                                         | Кентуккі (Фр.)                              |
| 1     | 30    | Лазар Гейворд     | ЛФ      | США               | Вашингтон Візардс (від Клівленд,[j] проданий у Міннесота)[E]                           | Маркетт (Ср.)                               |
| 2     | 31    | Тібор Пляйс       | Ц       | Німеччина         | Нью-Дже́рсі Нетс (проданий у Оклахома Сіті через Атланта)[F][H]                         | Brose Baskets (Німеччина)                   |
| 2     | 32    | Декстер Піттмен   | Ц       | США               | Маямі Гіт (від Міннесота через Оклахома Сіті)[d]                                       | Техас (Ср.)                                 |
| 2     | 33    | Хассан Вайтсайд   | Ц       | США               | Сакраменто Кінґс                                                                       | Маршалл (Фр.)                               |
| 2     | 34    | Армон Джонсон     | РЗ      | США               | Портленд Трейл-Блейзерс (від Голден-Стейт)[k]                                          | Невада (Дж.)                                |
| 2     | 35    | Неманя Б'єлиця    | ЛФ      | Сербія            | Вашингтон Візардс (проданий у Міннесота)[E]                                            | Црвена Звезда (Сербія)                      |
| 2     | 36    | Терріко Вайт#     | АЗ      | США               | Детройт Пістонс                                                                        | Оле Місс (Соф.)                             |
| 2     | 37    | Дерінгтон Гобсон  | ЛФ      | США               | Мілвокі Бакс (від Філадельфія)[l]                                                      | Нью-Мексико (Дж.)                           |
| 2     | 38    | Анді Ротінс       | АЗ      | Канада            | Нью-Йорк Нікс                                                                          | Сірак'юс (Ср.)                              |
| 2     | 39    | Лендрі Філдз      | АЗ      | США               | Нью-Йорк Нікс (від ЛА Кліпперс через Денвер)[m]                                        | Стенфорд (Ср.)                              |
| 2     | 40    | Ленс Стівенсон    | АЗ      | США               | Індіана Пейсерз                                                                        | Цинциннаті (Фр.)                            |
| 2     | 41    | Джарвіс Варнадо   | ВФ      | США               | Маямі Гіт (від Нью-Орлінс)[n]                                                          | Міссісіпі Стейт (Ср.)                       |
| 2     | 42    | Дашон Батлер#     | ЛФ      | США               | Маямі Гіт (від Торонто)[o]                                                             | Вест Вірджинія (Ср.)                        |
| 2     | 43    | Девін Ібенкс      | ЛФ      | США               | Лос-Анджелес Лейкерс (від Мемфіс)[i]                                                   | Вест Вірджинія (Соф.)                       |
| 2     | 44    | Джером Джордан    | Ц       | Ямайка            | Мілвокі Бакс (від Чикаго через Портленд і Голден-Стейт,[k] проданий у Нью-Йорк)[I]     | Талса (Sr.)                                 |
| 2     | 45    | Паулан Престес#   | Ц       | Бразилія          | Міннесота Тімбервулвз (від Х'юстон)[p]                                                 | CB Murcia (Іспанія)                         |
| 2     | 46    | Гані Лаваль       | ВФ      | Нігерія           | Фінікс Санз (від Шарлотт)[q]                                                           | Джорджия Тек (Дж.)                          |
| 2     | 47    | Тайні Галлон#     | ВФ      | США               | Мілвокі Бакс                                                                           | Оклахома (Фр.)                              |
| 2     | 48    | Латавіус Вільямс# | ЛФ      | США               | Маямі Гіт (проданий у Оклахома Сіті)[J]                                                | Талса Севенті Сіксерс (D-Ліга)              |
| 2     | 49    | Раян Річардс#     | ВФ      | Велика Британія   | Сан-Антоніо Сперс                                                                      | Гран Канарія (баскетбольний клуб) (Іспанія) |
| 2     | 50    | Соломон Алабі     | Ц       | Нігерія           | Даллас Маверікс (від Оклахома Сіті,[r] проданий у Торонто)[K]                          | Флорида Стейт (Соф.)                        |
| 2     | 51    | Магнум Ролл#      | ВФ      | Багамські Острови | Оклахома-Сіті Тандер (від Портленд через Даллас і Міннесота,[d] проданий у Індіана)[L] | Луїзіана Тек (Ср.)                          |
| 2     | 52    | Люк Харангоді     | ВФ      | США               | Бостон Селтікс                                                                         | Нотр-Дам (Ср.)                              |
| 2     | 53    | Пап Сі            | ЛФ      | Франція           | Атланта Гокс                                                                           | STB Le Havre (Франція)                      |
| 2     | 54    | Віллі Воррен      | РЗ      | США               | Лос-Анджелес Кліпперс (від Денвер)[m]                                                  | Оклахома (Соф.)                             |
| 2     | 55    | Джеремі Еванс     | ВФ      | США               | Юта Джаз                                                                               | УЗК (Ср.)                                   |
| 2     | 56    | Хамаді Н'Діає     | Ц       | Сенегал           | Міннесота Тімбервулвз (від Фінікс,[s] проданий у Вашингтон)[E]                         | Ратгерс (Ср.)                               |
| 2     | 57    | Раян Рід          | ВФ      | США               | Індіана Пейсерз (від Даллас,[t] проданий у Оклахома Сіті)[L]                           | Флорида Стейт (Дж.)                         |
| 2     | 58    | Деррік Карактер   | ВФ      | США               | Лос-Анджелес Лейкерс                                                                   | УТЕП (Дж.)                                  |
| 2     | 59    | Стенлі Робінсон#  | ЛФ      | США               | Орландо Меджик                                                                         | Коннектикут (Ср.)                           |
| 2     | 60    | Двейн Коллінз#    | ВФ      | США               | Фінікс Санз (від Клівленд)[u]                                                          | Маямі (Ср.)                                 |

1. ↑  Громадянство означає національну збірну гравця, або яку країну він представляє. Якщо гравець не грав на міжнародному рівні, тоді цей пункт означає за збірну якої країни він може грати за правилами FIBA.
2. ↑  Аль-Фарук Аміну народився в США від батьків нігерійського походження. Він раніше грав за збірну США юніорському рівні, але в дорослому віці грав за збірну Нігерії починаючи з 2012 року.[2]
3. ↑  Ксав'є Генрі народився в Бельгії від американського батька. Він грав за збірну США на юніорському рівні.[3]
4. ↑  Анді Ротінс народився в США від канадського батька. Він грав за збірну Канади починаючи з 2006 року.[5]
5. ↑  Гані Лаваль народився в США від нігерійського батька.[8] Він грав за збірну Нігерії починаючи з 2013 року.[9]

## Помітні гравці, яких не задрафтовано
Цих гравців не обрано на драфті 2010 року, but але вони зіграли принаймні одну гру в НБА.

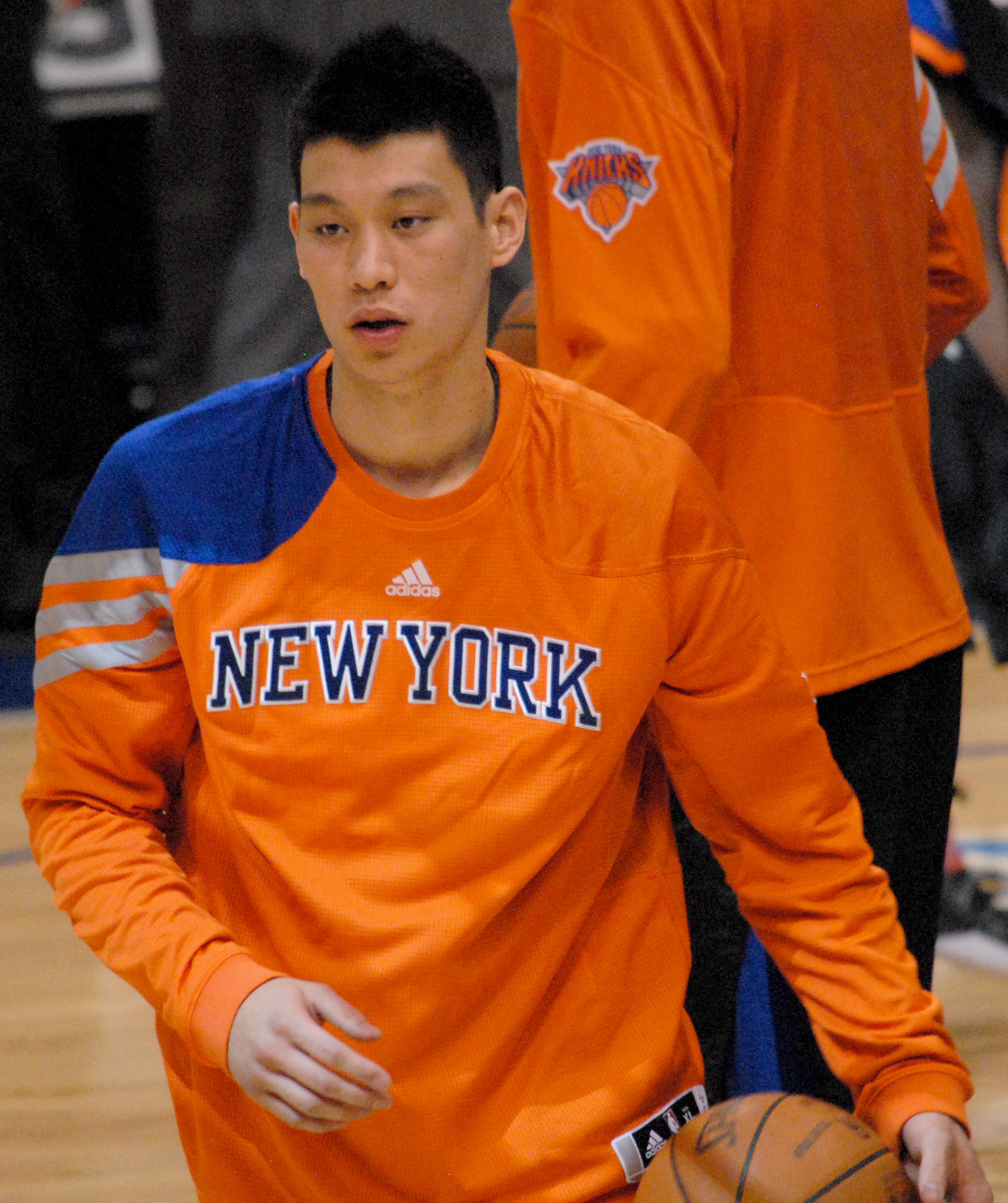
Джеремі Лін був одним з останніх (станом на 2017 рік) успішних незадрафтованих гравців.

| Гравець           | Позиція | Громадянство  | Коледж/Клуб               |
| ----------------- | ------- | ------------- | ------------------------- |
| Патрік Крістофер  | АЗ/ЛФ   | США           | Каліфорнія (Sr.)          |
| Шеррон Колінз     | РЗ      | США           | Канзас (Sr.)              |
| ДЖером Дайсон     | Ц       | США           | Коннектикут (Jr.)         |
| Кортні Фортсон    | РЗ      | США           | Арканзас (Sr.)            |
| Джеф Фут          | Ц       | США           | Корнелл (Sr.)             |
| Джонатан Гібсон   | РЗ      | США           | Нью-Мексико Стейт (Sr.)   |
| Менні Герріс      | РЗ/АЗ   | США           | Мічиган (Jr.)             |
| Джеремі Лін       | РЗ      | США           | Гарвард (Sr.)             |
| Бобан Мар'янович  | Ц       | Сербія        | KK Hemofarm (Сербія)      |
| Елія Міллсап      | АЗ/ЛФ   | США           | УАБ (Sr.)                 |
| Тім Олбрехт       | ВФ/Ц    | Німеччина     | Brose Baskets (Німеччина) |
| Арінзе Онуаку     | ВФ/Ц    | США           | Сірак'юс (Sr.)            |
| Мирослав Радуліца | Ц       | Сербія        | Ефес Пілсен (Туреччина)   |
| Самардо Семюельс  | ВФ/Ц    | Ямайка        | Луїсвілл (So.)            |
| Олексій Швед      | РЗ/АЗ   | Росія         | ЦСКА Москва (Росія)       |
| Дональд Слоан     | РЗ      | США           | Texas A&M (Sr.)           |
| Ішмаел Сміт       | З       | США           | Вейк Форест (Sr.)         |
| Джеррі Сміт       | З       | США           | Луїсвілл (Sr.)            |
| Ленс Томас        | ВФ      | США           | Дьюк (Sr.)                |
| Бен Узо           | РЗ      | США · Нігерія | Талса (Sr.)               |

## Драфтова лотерея
НБА щорічно проводить лотерею перед драфтом, щоб визначити порядок вибору на драфті командами, які не потрапили до плей-оф у попередньому сезоні. Кожна команда, яка не потрапила до плей-оф, має шанс виграти один з трьох перших виборів, проте клуби, які показали найгірше співвідношення перемог до поразок у минулому сезоні, мають найбільші шанси на це. Після того, як визначено перші три вибори, решта команд відсортовуються відповідно до їх результатів у попередньому сезоні. Для команд з однаковим співвідношенням перемог до поразок 16 квітня НБА провела кидання жереба.
Лотерея відбулась 18 травня в Секаукусі (Нью-Джерсі. Вашингтон Візардс і Філадельфія Севенті-Сіксерс виграли перший і другий драфт-піки всупереч теорії ймовірностей. Нью-Дже́рсі Нетс виграв третій загальний драфт-пік.
Нижче вказано шанси для кожної з команд витягнути певний номер під час драфтової лотереї 2010 року, числа округлено до третьої цифри після коми:
| ^ | Позначає дійсні результати лотереї |

| Команда НБА                 | Результати в сезоні 2009–2010 | Шанси в лотереї | Вибір | Вибір | Вибір | Вибір | Вибір | Вибір | Вибір | Вибір | Вибір | Вибір | Вибір | Вибір | Вибір | Вибір |
| Команда НБА                 | Результати в сезоні 2009–2010 | Шанси в лотереї | 1-й   | 2-й   | 3-й   | 4-й   | 5-й   | 6-й   | 7-й   | 8-й   | 9-й   | 10-й  | 11-й  | 12-й  | 13-й  | 14-й  |
| --------------------------- | ----------------------------- | --------------- | ----- | ----- | ----- | ----- | ----- | ----- | ----- | ----- | ----- | ----- | ----- | ----- | ----- | ----- |
| Нью-Дже́рсі Нетс             | 12–70                         | 250             | ,250  | ,215  | ,177^ | ,358  | —     | —     | —     | —     | —     | —     | —     | —     | —     | —     |
| Міннесота Тімбервулвз       | 15–67                         | 199             | ,199  | ,188  | ,171  | ,319^ | ,124  | —     | —     | —     | —     | —     | —     | —     | —     | —     |
| Сакраменто Кінґс            | 25–57                         | 156             | ,156  | ,157  | ,155  | ,225  | ,265^ | ,041  | —     | —     | —     | —     | —     | —     | —     | —     |
| Голден-Стейт Ворріорс       | 26–56                         | 104             | ,104  | ,112  | ,121  | ,099  | ,373  | ,178^ | ,014  | —     | —     | —     | —     | —     | —     | —     |
| Вашингтон Візардс           | 26–56                         | 103             | ,103^ | ,111  | ,120  | —     | ,238  | ,342  | ,082  | ,004  | —     | —     | —     | —     | —     | —     |
| Філадельфія Севенті-Сіксерс | 27–55                         | 53              | ,053  | ,060^ | ,070  | —     | —     | ,440  | ,331  | ,045  | ,001  | —     | —     | —     | —     | —     |
| Детройт Пістонс             | 27–55                         | 53              | ,053  | ,060  | ,070  | —     | —     | —     | ,573^ | ,226  | ,018  | ,000  | —     | —     | —     | —     |
| Лос-Анджелес Кліпперс       | 29–53                         | 23              | ,023  | ,027  | ,032  | —     | —     | —     | —     | ,725^ | ,184  | ,009  | ,000  | —     | —     | —     |
| Нью-Йорк Нікс1[›]           | 29–53                         | 22              | ,022  | ,026  | ,031  | —     | —     | —     | —     | —     | ,797^ | ,121  | ,004  | ,000  | —     | —     |
| Індіана Пейсерз             | 32–50                         | 11              | ,011  | ,013  | ,016  | —     | —     | —     | —     | —     | —     | ,870^ | ,089  | ,002  | ,000  | —     |
| Нью-Орлінс Горнетс          | 37–45                         | 8               | ,008  | ,009  | ,012  | —     | —     | —     | —     | —     | —     | —     | ,907^ | ,063  | ,001  | ,000  |
| Мемфіс Ґріззліс             | 40–42                         | 7               | ,007  | ,008  | ,010  | —     | —     | —     | —     | —     | —     | —     | —     | ,935^ | ,039  | ,000  |
| Торонто Репторз             | 40–42                         | 6               | ,006  | ,007  | ,009  | —     | —     | —     | —     | —     | —     | —     | —     | —     | ,960^ | ,018  |
| Х'юстон Рокетс              | 42–40                         | 5               | ,005  | ,006  | ,007  | —     | —     | —     | —     | —     | —     | —     | —     | —     | —     | ,982^ |

^ 1: Драфт-пік Нью-Йорк Нікс перейшов до Юта Джаз через Фінікс Санз.[a]